# Sheddy Barglan
Sheddy Barglan (Lelystad, 3 oktober 2002) is een Soedanese voetballer die als verdediger voor FC Den Bosch speelt.

## Carrière
Hij debuteerde op 10 februari 2023 in de thuiswedstrijd van FC Den Bosch tegen Jong Ajax en kwam in de negentigste minuut het veld in als vervanger voor Tomas Kalinauskas.
Op 19 april 2023 tekende Barglan zijn eerste profcontract, tot 30 juni 2025, bij FC Den Bosch.
Barglan begon als rechtsbuiten bij FC Den Bosch, maar is omgeturnd tot een wingback. Op die positie maakte hij op 16 augustus zijn basisdebuut. In de met 6-0 gewonnen wedstrijd tegen Jong AZ werd Barglan in de negenenvijftigste minuut vervangen door Stan Maas.
Op 18 september 2024 maakte FC Den Bosch bekend dat het aflopende contract van Barglan met twee seizoenen is verlengd. De club heeft in het contract ook een optie voor nog een extra seizoen opgenomen. Twee maanden later liep de verdediger een spierblessure op. In de met 0-3 verloren thuiswedstrijd tegen Excelsior Rotterdam moest hij al na twaalf minuten worden vervangen door Maas. Die verving hem ook op 31 januari 2025, in de met 3-0 gewonnen thuiswedstrijd tegen FC Volendam, toen Barglan, net een maand weer fit, andermaal uitviel met een spierblessure. Op 31 maart, uit bij Jong PSV (2-4), maakte hij als invaller zijn rentree. In de terugwedstrijd van de eerste ronde van de play-offs om promotie maakte Barglan, koppend, op aangeven van Byron Burgering, zeven minuten voor het einde van de verlenging zijn eerste doelpunt in het betaald voetbal. Hierdoor speelde FC Den Bosch uit bij SC Cambuur met 1-1 gelijk en ging het door naar de halve finale.

## Interlandcarrière
Op 17 oktober 2023 maakte Barglan zijn debuut voor Soedan. In een met 1-0 gewonnen oefenduel tegen Tsjaad kwam hij een kwartier voor tijd in het veld voor Ahmed Esmat Hussein.

## Statistieken
| Seizoen                   | Club           | Land           | Competitie     | Competitie | Competitie | Beker | Beker | Totaal | Totaal |
| Seizoen                   | Club           | Land           | Competitie     | Wed.       | Dlp.       | Wed.  | Dlp.  | Wed.   | Dlp.   |
| ------------------------- | -------------- | -------------- | -------------- | ---------- | ---------- | ----- | ----- | ------ | ------ |
| 2022/23                   | FC Den Bosch   | Nederland      | Eerste divisie | 3          | 0          | 0     | 0     | 3      | 0      |
| 2023/24                   | FC Den Bosch   | Nederland      | Eerste divisie | 8          | 0          | 0     | 0     | 8      | 0      |
| 2024/25                   | FC Den Bosch   | Nederland      | Eerste divisie | 22         | 0          | 0     | 0     | 22     | 0      |
| Carrièretotaal            | Carrièretotaal | Carrièretotaal | Carrièretotaal | 33         | 0          | 0     | 0     | 33     | 0      |
| Bijgewerkt op 10 mei 2025 |                |                |                |            |            |       |       |        |        |